# 投資事業有限責任組合
投資事業有限責任組合（とうしじぎょうゆうげんせきにんくみあい、英語: Investment Limited Partnership）とは、投資事業を行うための組合契約。日本においては投資事業有限責任組合契約に関する法律（以下、「LPS法」）に基づいて組成される。LPS法について以下では、条数のみ記載する。

## 概要
投資事業を行う際、従来は、民法上の任意組合(NK)が主として利用されてきたほか、せいぜい商法上の匿名組合(TK)の利用を検討するしか方法がなかった。ところが、任意組合では業務を執行しない組合員までも無限責任を負うため結果として投資行動に制限が生じ、投資ファンドの組成が活発に行われてこなかった。そこで業務を執行する無限責任組合員と、出資のみを行う有限責任組合員に区別することで投資ファンドの組成を活発化させようと1998年11月に中小企業等投資事業有限責任組合契約に関する法律（ファンド法）が施行され、民法の特則が設けられた。
その後、投資対象が拡大され2002年には有限会社および匿名組合が、2003年には産業活力再生特別措置法の認定企業など一定要件を満たす事業再生企業が追加された。2004年には、上場会社への出資のほか、金銭債権の取得・融資等も行えるようにするとともに、法律の名称も投資事業有限責任組合契約に関する法律へと変更した。この際、投資者保護の観点から、証券取引法（当時）による規制を受けることとなっている。

## 成立
投資事業有限責任組合は、業務を執行する無限責任組合員および出資のみを行う有限責任組合員が結ぶ投資事業有限責任組合契約により成立する。

## 財産
総組合員の共有(合有)となる。

## 地位および責任

### 地位
各組合員は、やむを得ない場合を除いて脱退できない旨、法定されている。(判例により、組合員の地位は他の組合員の同意なく譲渡できないとされている。)

### 責任
無限責任組合員は、組合の債務に対し無限責任を負い、複数名いる場合には連帯してこれを負う。有限責任組合員は出資の額を限度として組合の債務の弁済の責任を負うが、業務を執行すると誤認させる行為があった場合には、誤認させた債務者に対して無限責任を負うものとされている。